# Línea 254 (Interurbanos Madrid)
La línea 254 de la red de autobuses interurbanos de Madrid une Valdeolmos y Fuente el Saz de Jarama con Alcalá de Henares.

## Características
Esta línea une estos tres municipios entre sí pasando por Algete, Cobeña, Daganzo de Arriba y Ajalvir en 1 hora y 10 minutos aproximadamente.
El itinerario normal realiza el recorrido completo entre los dos municipios, existen expediciones que sólo circulan entre Alcalá de Henares hasta Fuente el Saz de Jarama.
Circula únicamente de lunes a viernes laborables, siendo sustituido el trayecto por la línea FS2 los sábados laborables, domingos y festivos (exceptuando el paso por Ajalvir, aunque ese municipio cuenta con la línea 252 todos los días de la semana).
En sus orígenes, la línea tenía la cabecera en Cobeña, denominándose 254 Cobeña - Alcalá. Esto cambió entre septiembre de 2004 y diciembre de 2005, estableciendo su cabecera en Fuente el Saz de Jarama y denominándose 254 Fuente el Saz - Alcalá.
Entre mayo y junio de 2006, la línea se prolongó a Valdeolmos y cambió su denominación a la actual 254 Valdeolmos - Fuente el Saz - Alcalá.
Curiosamente, y al contrario de la inmensa mayoría de líneas interurbanas del CRTM, su recorrido parte desde la corona tarifaria C1 y termina en la corona tarifaria B3, cuando lo habitual es que el final de la línea se encuentre más alejado que el inicio. Además, atraviesa brevemente una corona tarifaria inferior a su cabecera y terminal, la corona B2 en el Ajalvir.
Siguiendo la numeración de líneas del CRTM, las líneas que circulan por el corredor 2 son aquellas que dan servicio a los municipios situados en torno a la A-2 y comienzan con un 2. Aquellas numeradas dentro de la decena 250 corresponden a aquellas que circulan entre Torrejón de Ardoz y Alcalá de Henares recorriendo municipios al norte de los mismos.
La línea mantiene los mismos horarios todo el año (exceptuando las vísperas de festivo y festivos de Navidad), circulando únicamente de lunes a viernes laborables.
Está operada por la empresa ALSA mediante la concesión administrativa VCM-203 - Madrid - Paracuellos de Jarama - Valdeavero (Viajeros Comunidad de Madrid) del Consorcio Regional de Transportes de Madrid.

### Sublíneas
Aquí se recogen todas las distintas sublíneas que ha tenido la línea 254. La denominación de sublíneas que utiliza el CRTM es la siguiente:
- Número de línea (254)
- Sentido de circulación (1 ida, 2 vuelta)
- Número de sublínea

Por ejemplo, la sublínea 254102 corresponde a la línea 254, sentido 1 (ida) y el número 02 de numeración de sublíneas creadas hasta la fecha.
| Ida    | Ruta | Itinerario                          | Vuelta | Ruta | Itinerario                          |
| 254101 | -    | Valdeolmos - Fuente el Saz - Alcalá | 254201 | -    | Alcalá - Fuente el Saz - Valdeolmos |
| 254102 | fs   | Fuente el Saz - Alcalá              | 254202 | fs   | Alcalá - Fuente el Saz              |

## Horarios
Los horarios que no sean cabecera son aproximados.
| Lunes a viernes laborables          |                                     |                                     |                                     |                                     |                                     |                                     |                                     |                                     |                                     |                                     |                                     |                                     |                                     |                                     |                                     |                                     |                                     |
| Valdeolmos > Fuente el Saz > Alcalá | Valdeolmos > Fuente el Saz > Alcalá | Valdeolmos > Fuente el Saz > Alcalá | Valdeolmos > Fuente el Saz > Alcalá | Valdeolmos > Fuente el Saz > Alcalá | Valdeolmos > Fuente el Saz > Alcalá | Valdeolmos > Fuente el Saz > Alcalá | Valdeolmos > Fuente el Saz > Alcalá | Valdeolmos > Fuente el Saz > Alcalá | Alcalá > Fuente el Saz > Valdeolmos | Alcalá > Fuente el Saz > Valdeolmos | Alcalá > Fuente el Saz > Valdeolmos | Alcalá > Fuente el Saz > Valdeolmos | Alcalá > Fuente el Saz > Valdeolmos | Alcalá > Fuente el Saz > Valdeolmos | Alcalá > Fuente el Saz > Valdeolmos | Alcalá > Fuente el Saz > Valdeolmos | Alcalá > Fuente el Saz > Valdeolmos |
| Valdeolmos                          | Alalpardo                           | Urb. Miraval                        | Fuente el Saz                       | Algete                              | Cobeña                              | Ajalvir                             | Daganzo                             | Alcalá H.                           | Alcalá H.                           | Daganzo                             | Ajalvir                             | Cobeña                              | Algete                              | Fuente el Saz                       | Urb. Miraval                        | Alalpardo                           | Valdeolmos                          |
|                                     |                                     |                                     | 06:40                               | 06:50                               | 06:55                               | 07:04                               | 07:09                               | 07:29                               | 05:45                               | 06:05                               | 06:10                               | 06:18                               | 06:23                               | 06:28                               |                                     |                                     |                                     |
| 08:00                               | 08:02                               | 08:12                               | 08:20                               | 08:30                               | 08:35                               | 08:44                               | 08:49                               | 09:09                               | 06:40                               | 07:00                               | 07:05                               | 07:13                               | 07:18                               | 07:23                               | 07:38                               | 07:42                               | 07:45                               |
| 09:05                               | 09:07                               | 09:17                               | 09:25                               | 09:35                               | 09:40                               | 09:49                               | 09:54                               | 10:14                               | 07:45                               | 08:05                               | 08:10                               | 08:18                               | 08:23                               | 08:28                               | 08:43                               | 08:47                               | 08:50                               |
|                                     |                                     |                                     | 10:40                               | 10:50                               | 10:55                               | 11:04                               | 11:09                               | 11:29                               | 09:40                               | 10:00                               | 10:05                               | 10:13                               | 10:18                               | 10:23                               |                                     |                                     |                                     |
| 11:40                               | 11:50                               | 11:55                               | 12:04                               | 12:09                               | 12:29                               | 10:40                               | 11:00                               | 11:05                               | 11:13                               | 11:18                               | 11:23                               |                                     |                                     |                                     |                                     |                                     |                                     |
| 13:00                               | 13:02                               | 13:12                               | 13:20                               | 13:30                               | 13:35                               | 13:44                               | 13:49                               | 14:09                               | 11:40                               | 12:00                               | 12:05                               | 12:13                               | 12:18                               | 12:23                               | 12:38                               | 12:42                               | 12:45                               |
| 14:00                               | 14:02                               | 14:12                               | 14:20                               | 14:30                               | 14:35                               | 14:44                               | 14:49                               | 15:09                               | 12:40                               | 13:00                               | 13:05                               | 13:13                               | 13:18                               | 13:23                               | 13:38                               | 13:42                               | 13:45                               |
|                                     |                                     |                                     | 15:20                               | 15:30                               | 15:35                               | 15:44                               | 15:49                               | 16:09                               | 14:20                               | 14:40                               | 14:45                               | 14:53                               | 14:58                               | 15:03                               |                                     |                                     |                                     |
| 16:20                               | 16:30                               | 16:35                               | 16:44                               | 16:49                               | 17:09                               | 15:20                               | 15:40                               | 15:45                               | 15:53                               | 15:58                               | 16:03                               |                                     |                                     |                                     |                                     |                                     |                                     |
| 17:40                               | 17:42                               | 17:52                               | 18:00                               | 18:10                               | 18:15                               | 18:24                               | 18:29                               | 18:49                               | 16:20                               | 16:40                               | 16:45                               | 16:53                               | 16:58                               | 17:03                               | 17:18                               | 17:22                               | 17:25                               |
| 18:40                               | 18:42                               | 18:52                               | 19:00                               | 19:10                               | 19:15                               | 19:24                               | 19:29                               | 19:49                               | 17:20                               | 17:40                               | 17:45                               | 17:53                               | 17:58                               | 18:03                               | 18:18                               | 18:22                               | 18:25                               |
| 20:30                               | 20:32                               | 20:42                               | 20:45                               | 20:55                               | 21:00                               | 21:09                               | 21:14                               | 21:34                               | 19:10                               | 19:30                               | 19:35                               | 19:43                               | 19:48                               | 19:53                               | 20:08                               | 20:12                               | 20:15                               |
|                                     |                                     |                                     | 21:00                               | 21:10                               | 21:15                               | 21:24                               | 21:29                               | 21:49                               | 20:10                               | 20:30                               | 20:35                               | 20:43                               | 20:48                               | 20:53                               |                                     |                                     |                                     |
| 22:40                               | 22:50                               | 22:55                               | 23:03                               | 23:09                               | 23:29                               | 21:50                               | 22:10                               | 22:15                               | 22:23                               | 22:28                               | 22:33                               |                                     |                                     |                                     |                                     |                                     |                                     |

1. 1 2 3 4 5 6 7 8 9 10 11 12 13 14  Desde/hasta Fuente el Saz de Jarama

## Recorrido y paradas

### Sentido Alcalá de Henares
La línea inicia su recorrido en la Plaza Nacional de Valdeolmos, desde la cual se dirige por la carretera M-123 en dirección a Algete. Por esta carretera atraviesa Alalpardo y llega a la Urbanización Miraval, pero vuelve hacia Alalpardo y toma la M-112 hacia Fuente el Saz de Jarama.
Dentro del casco urbano realiza 5 paradas antes de salir hacia Algete por la carretera M-103.
En el casco urbano, se desvía para circular por la Calle de Santa Teresa de Jesús, saliendo de nuevo a la carretera M-103 en dirección a Cobeña, en la que tiene parada antes de llegar al casco urbano de esta localidad en el polideportivo.
Dentro del casco urbano de Cobeña tiene paradas en la carretera de Ajalvir, por la que sale del casco urbano en dirección a la localidad del mismo nombre, en la que atraviesa el casco urbano teniendo paradas en la travesía de la carretera de Daganzo.
A continuación, la línea llega a Daganzo de Arriba, donde circula por travesía de la carretera de Ajalvir y de la carretera de Alcalá, saliendo del casco urbano por esta última.
Sale del casco urbano de Daganzo de Arriba por la carretera M-118 en dirección a Alcalá de Henares, realizando 4 paradas antes de entrar al casco urbano. Entra al casco urbano por la Avenida de Daganzo (1 parada) y la Calle Calle Luis Astrana Marín (1 parada) hasta llegar a la Vía Complutense, que recorre hasta el Barrio de Ledesma y finaliza aquí su trayecto.
| Código                                                     | Zona | Localidad               | Denominación                                                 | Ubicación                            | Líneas de la parada                              |
| ---------------------------------------------------------- | ---- | ----------------------- | ------------------------------------------------------------ | ------------------------------------ | ------------------------------------------------ |
| 09541                                                      |      | Valdeolmos              | Valdeolmos - Plaza Nacional                                  | Plaza Nacional n.º 1                 | 182 254                                          |
| 10024                                                      |      | Alalpardo               | Carretera M-123 - urbanización El Retorno                    | Carretera M-123 km. 5,7              | 182 254                                          |
| 10023                                                      |      | Alalpardo               | Alalpardo - Calle de Carlos Martín Álvarez                   | Calle de José Antonio n.º 19         | 182 254                                          |
| 09542                                                      |      | Alalpardo               | Avenida de la Paz - Urbanización Miraval                     | Avenida de la Paz n.º 22             | 182 254                                          |
| 16301                                                      |      | Alalpardo               | Carretera M-112 - Ronda Norte                                | Calle de Fuente el Saz n.º 1         | 254                                              |
| 12340                                                      |      | Fuente el Saz de Jarama | Avenida de Hierbas Dulces - Calle de 4 Calles                | Avenida de Hierbas Dulces n.º 25     | 197 254                                          |
| 10301                                                      |      | Fuente el Saz de Jarama | Avenida de Julián Sánchez - Avenida de la Constitución       | Avenida de Julián Sánchez s/n.º      | 197 254                                          |
| Los servicios desde Fuente el Saz de Jarama comienzan aquí |      |                         |                                                              |                                      |                                                  |
| 11102                                                      |      | Fuente el Saz de Jarama | Avenida del Pilar - Avenida de Madrid                        | Avenida del Pilar n.º 19             | 197 254 FS2                                      |
| 10300                                                      |      | Fuente el Saz de Jarama | Avenida de Julián Sánchez - Avenida de la Constitución       | Avenida de Julián Sánchez n.º 3B     | 197 254 FS2                                      |
| 12341                                                      |      | Fuente el Saz de Jarama | Avenida de Hierbas Dulces - Calle de 4 Calles                | Avenida de Hierbas Dulces n.º 16     | 197 254 FS2                                      |
| 13030                                                      |      | Algete                  | Calle de Santa Teresa de Jesús - Calle de José María Pemán   | Calle de Santa Teresa de Jesús s/n.º | 184 254 FS2 N103                                 |
| 13033                                                      |      | Algete                  | Calle de Santa Teresa de Jesús - Calle de Juan Ramón Jiménez | Calle de Santa Teresa de Jesús s/n.º | 184 254 FS2 N103                                 |
| 11948                                                      |      | Cobeña                  | Carretera M-103 - polideportivo                              | Carretera M-103 km. 5,9              | 183 185 254 263 FS2 N103                         |
| 18357                                                      |      | Cobeña                  | Carretera de Alcalá - Calle Vereda de los Sastres            | Carretera M-118 km. 9,7              | 254 FS2                                          |
| 15655                                                      |      | Cobeña                  | Cobeña - carretera de Alcalá                                 | Carretera M-118 km. 9,2              | 254 FS2                                          |
| 15656                                                      |      | Cobeña                  | Carretera M-114 - polígono industrial Camponuevo             | Carretera M-114 km. 4,7              | 254 FS2                                          |
| 10084                                                      |      | Ajalvir                 | Carretera de Daganzo - carretera de Cobeña                   | M-113 n.º 4                          | 215 251 252 254 256 FS2 N204                     |
| 15773                                                      |      | Ajalvir                 | Ajalvir - carretera de Daganzo                               | M-113 km. 8,6                        | 215 251 252 254 256 FS2 N204                     |
| 12103                                                      |      | Ajalvir                 | Carretera de Daganzo - urbanización La Ermita                | M-113 km. 9                          | 215 251 252 254 256 FS2 N204                     |
| 09532                                                      |      | Daganzo de Arriba       | Carretera de Ajalvir - polígono industrial Gitesa            | M-113 km. 10,1                       | 251 252 254 256 FS2 N204                         |
| 07404                                                      |      | Daganzo de Arriba       | Daganzo de Arriba - Glorieta de Alcalá                       | M-113 km. 10,6                       | 251 252 254 256 FS2 N204                         |
| 16728                                                      |      | Daganzo de Arriba       | Carretera M-118 - Calle de Salvador Dalí                     | M-118 km. 3,8                        | 252 254 FS2                                      |
| 09531                                                      |      | Daganzo de Arriba       | Carretera M-118 - polígono industrial Los Frailes            | Calle de los Frailes n.º 133B        | 252 254 FS2                                      |
| 10086                                                      |      | Alcalá de Henares       | Carretera M-118 - El Globo                                   | Carretera de Daganzo n.º 47          | 252 254 FS2                                      |
| 18335                                                      |      | Alcalá de Henares       | Carretera M-100 - polígono industrial Camporroso             | Bulevar de Buenos Aires n.º 2        | 252 254 FS2 9                                    |
| 06961                                                      |      | Alcalá de Henares       | Avenida de Daganzo - Glorieta del Chorrillo                  | Avenida de Daganzo s/n.º             | 227 251 252 254 255 FS2 7 9 11                   |
| 10066                                                      |      | Alcalá de Henares       | Calle Luis Astrana Marín - Parque O'Donnell                  | Calle Luis Astrana Marín n.º 10      | 251 252 254 255 FS2 11                           |
| 19419                                                      |      | Alcalá de Henares       | Vía Complutense - Calle de la Ribera                         | Vía Complutense n.º 46               | 223 231 232 251 252 254 255 FS2 N200 VAC-243     |
| 12785                                                      |      | Alcalá de Henares       | Vía Complutense - Calle Tuy                                  | Vía Complutense n.º 78               | 223 231 232 251 252 254 255 824 FS2 N200 N202 11 |
| 12783                                                      |      | Alcalá de Henares       | Vía Complutense - Calle Barrio Ledesma                       | Vía Complutense n.º 118              | 223231232251252254255824 FS2 N200N202 11         |

1. 1 2 3 4 5 6 7 8 9 10 11 12 13  Sólo permite el descenso de viajeros

### Sentido Valdeolmos
El recorrido en sentido Valdeolmos es igual al de ida.
| Código                                                    | Zona | Localidad               | Denominación                                                 | Ubicación                            | Líneas de la parada                               |
| --------------------------------------------------------- | ---- | ----------------------- | ------------------------------------------------------------ | ------------------------------------ | ------------------------------------------------- |
| 12782                                                     |      | Alcalá de Henares       | Vía Complutense - Calle Barrio Ledesma                       | Vía Complutense n.º 111              | 223 231 232 251 252 254 255 824 FS2 N200 N202 11  |
| 12784                                                     |      | Alcalá de Henares       | Vía Complutense - Calle Tuy                                  | Vía Complutense n.º 103              | 223 231 232 251 252 254 255 824 FS2 N200 N202 11  |
| 19416                                                     |      | Alcalá de Henares       | Vía Complutense - Calle de Brihuega                          | Vía Complutense n.º 51               | 223 231 232 251 252 254 255 FS2 N200 N202         |
| 12655                                                     |      | Alcalá de Henares       | Calle Luis Astrana Marín - Calle de Andrés Llorente          | Calle Luis Astrana Marín n.º 11      | 251 252 254 255 FS2 11                            |
| 06960                                                     |      | Alcalá de Henares       | Avenida de Daganzo - Glorieta del Chorrillo                  | Avenida de Daganzo n.º 2A            | 06960 A 251 255 1A 7 06960 B 227 252 254 FS2 9 11 |
| 18334                                                     |      | Alcalá de Henares       | Carretera M-100 - polígono industrial Camporroso             | Carretera de Daganzo n.º 100         | 252 254 FS2                                       |
| 10080                                                     |      | Alcalá de Henares       | Carretera M-118 - El Globo                                   | Carretera de Daganzo n.º 47          | 252 254 FS2                                       |
| 09531                                                     |      | Daganzo de Arriba       | Carretera M-118 - polígono industrial Los Frailes            | Calle de los Frailes n.º 133B        | 252 254 FS2                                       |
| 07403                                                     |      | Daganzo de Arriba       | Daganzo de Arriba - Glorieta de Alcalá                       | M-113 km. 10,6                       | 251 252 254 256 FS2 N204                          |
| 09533                                                     |      | Daganzo de Arriba       | Carretera de Ajalvir - polígono industrial Gitesa            | M-113 km. 10                         | 251 252 254 256 FS2 N204                          |
| 12104                                                     |      | Ajalvir                 | Carretera de Daganzo - ermita de San Roque                   | M-113 km. 9                          | 215 251 252 254 256 FS2 N204                      |
| 15657                                                     |      | Ajalvir                 | Ajalvir - carretera de Daganzo                               | M-113 n.º 27                         | 215 251 252 254 256 FS2 N204                      |
| 09008                                                     |      | Ajalvir                 | Carretera de Daganzo - carretera de Cobeña                   | M-113 n.º 1                          | 215 251 252 254 256 FS2 N204                      |
| 10083                                                     |      | Cobeña                  | Cobeña - carretera de Alcalá                                 | Carretera M-118 km. 9,2              | 254 FS2                                           |
| 18356                                                     |      | Cobeña                  | Carretera de Alcalá - Calle Vereda de los Sastres            | Carretera M-118 km. 9,7              | 254 FS2                                           |
| 11949                                                     |      | Cobeña                  | Carretera M-103 - polideportivo                              | Carretera M-103 km. 5,9              | 183 185 254 263 FS2                               |
| 13032                                                     |      | Algete                  | Calle de Santa Teresa de Jesús - Calle de Juan Ramón Jiménez | Calle de Santa Teresa de Jesús s/n.º | 184 254 FS2 N103                                  |
| 13031                                                     |      | Algete                  | Calle de Santa Teresa de Jesús - Casa de Niños               | Calle de Santa Teresa de Jesús s/n.º | 184 254 FS2 N103                                  |
| 12340                                                     |      | Fuente el Saz de Jarama | Avenida de Hierbas Dulces - Calle de 4 Calles                | Avenida de Hierbas Dulces n.º 25     | 197 254                                           |
| 10301                                                     |      | Fuente el Saz de Jarama | Avenida de Julián Sánchez - Avenida de la Constitución       | Avenida de Julián Sánchez s/n.º      | 197 254                                           |
| 11102                                                     |      | Fuente el Saz de Jarama | Avenida del Pilar - Avenida de Madrid                        | Avenida del Pilar n.º 19             | 197 254 FS2                                       |
| Los servicios hasta Fuente el Saz de Jarama terminan aquí |      |                         |                                                              |                                      |                                                   |
| 16302                                                     |      | Alalpardo               | Carretera M-112 - Calle del Conde de Villamor                | M-112 km. 0,3                        | 254                                               |
| 09542                                                     |      | Alalpardo               | Avenida de la Paz - Urbanización Miraval                     | Avenida de la Paz n.º 22             | 182 254                                           |
| 16133                                                     |      | Alalpardo               | Calle de San Sebastián - consultorio médico                  | Calle de San Sebastián n.º 3         | 182 254                                           |
| 16134                                                     |      | Alalpardo               | Alalpardo - Calle de San Sebastián                           | Calle de Carlos Martín Álvarez n.º 8 | 182 254                                           |
| 10551                                                     |      | Alalpardo               | Carretera M-123 - urbanización El Retorno                    | Carretera M-123 km. 5,7              | 182 254                                           |
| 11701                                                     |      | Valdeolmos              | Valdeolmos - Plaza Nacional                                  | Calle Subida a la Iglesia n.º 8      | 182 254                                           |

1. 1 2 3 4  Sólo permite el descenso de viajeros